# Élections générales espagnoles de 1986
Les élections générales espagnoles de 1986 (en espagnol : Elecciones generales de España de 1986, désignées sous le numéronyme 22-J) se tiennent le dimanche 22 juin 1986 afin d'élire les 350 députés et 208 sénateurs de la IIIe législature des Cortes Generales.
Le scrutin est marqué par une hausse de l'abstention, tandis que le Parti socialiste ouvrier espagnol de Felipe González, au pouvoir depuis quatre ans, recule tant au Congrès des députés qu'au Sénat, tout en conservant ses majorités absolues. La Coalition populaire de Manuel Fraga reste la principale force de l'opposition et le Centre démocratique et social de l'ancien président du gouvernement Adolfo Suárez se positionne comme troisième parti du pays. Bien que circonscrite à la seule Catalogne, Convergence et Union de Miquel Roca totalise plus de 5 % des voix au niveau national.
Un mois après la tenue des élections, Felipe González est réinvesti comme président du gouvernement et forme son deuxième exécutif.

## Mode de scrutin

### Convocation des élections
Le scrutin est convoqué par un décret royal, sur proposition du président du gouvernement et après délibération du conseil des ministres. En cas de dissolution anticipée, le décret organisant celle-ci dispose également la convocation des élections.
Les élections se tiennent entre le 54e et 60e jour qui suit la publication du décret de convocation, celle-ci devant intervenir 24 jours avant l'expiration du mandat des assemblées — sauf dissolution anticipée.
Les élections générales précédentes ayant eu lieu le 28 octobre 1982, le mandat de quatre ans des deux assemblées devait se conclure le 28 octobre 1986. Le décret de convocation des élections ne pouvait pas être publié après le 4 octobre 1986 et celles-ci devaient être convoquées entre le 27 novembre et le 3 décembre. Le 22 avril 1986, le président du gouvernement Felipe González signe le décret de dissolution des chambres ; publié le lendemain, il convoque les électeurs 60 jours après.

### Pour le Congrès des députés
Le Congrès des députés (Congreso de los Diputados) est la chambre basse du Parlement espagnol, les Cortes Generales. Il se compose de 350 députés (diputados), élus pour un mandat de quatre ans au suffrage universel et au scrutin proportionnel d'Hondt dans 52 circonscriptions qui correspondent aux provinces d'Espagne ainsi qu'aux communes de Ceuta et Melilla par tous les citoyens espagnols âgés d'au moins 18 ans jouissant de leurs droits civils et politiques.

#### Conditions de candidature
Les candidatures doivent être présentées à la commission électorale de circonscription entre le 15e et le 20e jour — tous deux inclus — qui suivent la publication du décret de convocation des élections.
Peuvent soumettre une candidature, : 
- les partis politiques et leurs fédérations, inscrits au registre des associations politiques ;
- les coalitions de partis ou de fédérations, constituées auprès de la commission électorale provinciale dans les 10 jours suivant la publication du décret de convocation ;
- un groupe de 1 % des électeurs inscrits sur les listes électorales de la circonscription.

Les candidatures sont publiées le 22e jour suivant la convocation du scrutin, et celles admises à participer au scrutin sont proclamées par les commissions électorales de circonscription le 27e jour qui suit la publication du décret de convocation.

#### Répartition des sièges
Seules les listes ayant recueilli au moins 3 % des suffrages valides — incluant les bulletins blancs — peuvent participer à la répartition des sièges à pourvoir dans une circonscription, qui s'organise en suivant différentes étapes : 
- les listes sont classées en une colonne par ordre décroissant du nombre de suffrages obtenus ;
- les suffrages de chaque liste sont divisés par 1, 2, 3... jusqu'au nombre de députés à élire afin de former un tableau ;
- les mandats sont attribués selon l'ordre décroissant des quotients ainsi obtenus.

Lorsque deux listes obtiennent un même quotient, le siège est attribué à celle qui a le plus grand nombre total de voix ; lorsque deux candidatures ont exactement le même nombre total de voix, l'égalité est résolue par tirage au sort et les suivantes de manière alternative.
À Ceuta et Melilla, le scrutin se tient de facto selon les règles du scrutin uninominal majoritaire à un tour : est proclamé élu le candidat ayant remporté le plus grand nombre de voix.

#### Députés par circonscription
L'article 68 de la Constitution dispose que « [Pour le Congrès des députés], la circonscription électorale est la province. Les populations de Ceuta et de Melilla sont représentées, chacune, par un député. La loi fixe le nombre total des députés, assignant une représentation minimale à chaque circonscription et répartissant les autres sièges proportionnellement à la population. » Conformément à l'article 162 de la loi organique relative au régime général (LOREG), chaque province dispose au minimum de deux députés, les 248 sièges restants étant attribués en fonction de la population de chaque circonscription et répartis entre elles par le décret de convocation des élections.
| Circonscriptions | Députés |
| --- | ------- |
| Barcelone, Madrid ( 1) | 33      |
| Valence ( 1) | 16      |
| Séville | 12      |
| Alicante ( 1), Biscaye | 10      |
| Asturies ( 1), Cadix ( 1), La Corogne, Malaga ( 1)                                                                                    | 9       |
| Murcie, Pontevedra, Saragosse | 8       |
| Cordoue, Grenade, Guipuscoa, Las Palmas ( 1)                                                                                          | 7       |
| Badajoz ( 1), Baléares, Jaén ( 1), Santa Cruz de Tenerife ( 1)                                                                        | 6       |
| Almería, Cáceres, Cantabrie, Castellón, Ciudad Real, Gérone, Huelva, León ( 1), Lugo, Navarre, Ourense, Tarragone, Tolède, Valladolid | 5       |
| Alava, Albacete, Burgos, Lérida, La Rioja, Salamanque, Zamora                                                                         | 4       |
| Ávila, Cuenca ( 1), Guadalajara, Huesca, Palencia, Ségovie, Soria, Teruel                                                             | 3       |
| Ceuta, Melilla | 1       |

### Pour le Sénat
Le Sénat (Senado) est la chambre haute des Cortes Generales. Il se compose d'un nombre variable de sénateurs (senadores) :
- 208 élus pour un mandat de quatre ans au suffrage universel et au scrutin majoritaire plurinominal dans 58 circonscriptions qui correspondent à 47 provinces d'Espagne, aux communes de Ceuta et Melilla et aux îles de Grande Canarie, Majorque, Tenerife, Fuerteventura, La Gomera, El Hierro, Ibiza-Formentera, Lanzarote, La Palma et Minorque ;
- au moins 17 élus par les assemblées des communautés autonomes, auxquels s'ajoute pour chaque territoire un sénateur supplémentaire pour chaque tranche d'un million d'habitants.

Chaque circonscription élit quatre sénateurs, sauf Grande Canarie, Majorque et Tenerife, qui en élisent trois ; Ceuta et Melilla, qui en élisent deux ; et Fuerteventura, La Gomera, El Hierro, Ibiza-Formentera, Lanzarote, La Palma et Minorque, qui n'en élisent qu'un.

#### Conditions de candidature
Les conditions de candidature sont les mêmes qu'au Congrès des députés, à ceci près que chaque candidature est individuelle pour le vote et le dépouillement, mais elles peuvent être présentées sous forme de liste pour la campagne électorale.

#### Répartition des sièges
Dans les circonscriptions disposant de trois ou quatre sénateurs, chaque électeur vote pour un nombre de candidats inférieur d'un au nombre total de sièges à pourvoir. Dans celles comptant un ou deux sénateurs, chaque votant s'exprime en faveur d'un ou deux candidats respectivement. Dans chaque circonscription, sont proclamés élus les candidats ayant remporté le plus grand nombre de suffrages, jusqu'à ce que tous les sièges soient pourvus.

## Campagne

### Principales forces politiques
| Force politique | Force politique                                                                        | Force politique | Idéologie                                                               | Chef de file                                   | Résultats en 1982                          |
| --------------- | -------------------------------------------------------------------------------------- | --------------- | ----------------------------------------------------------------------- | ---------------------------------------------- | ------------------------------------------ |
|                 | Parti socialiste ouvrier espagnol (es) Partido Socialista Obrero Español               | PSOE            | Centre gauche Social-démocratie, progressisme                           | Felipe González (Président du gouvernement)    | 48,34 % des voix 202 députés 134 sénateurs |
|                 | Coalition populaire (es) Coalición Popular                                             | CP              | Centre droit à droite Conservatisme, démocratie chrétienne, libéralisme | Manuel Fraga (Député de Madrid)                | 26,48 % des voix 103 députés 52 sénateurs  |
|                 | Gauche unie (es) Izquierda Unida                                                       | IU              | Gauche Communisme, républicanisme, socialisme démocratique              | Gerardo Iglesias (es)                          | 4,04 % des voix 4 députés 0 sénateur       |
|                 | Convergence et Union (ca) Convergència i Unió                                          | CiU             | Centre Catalanisme, libéralisme, démocratie chrétienne                  | Miquel Roca (Député de Barcelone)              | 3,69 % des voix 12 députés 5 sénateurs     |
|                 | Centre démocratique et social (es) Cento Democrático y Social                          | CDS             | Centre Social-libéralisme                                               | Adolfo Suárez (Député de Madrid)               | 2,88 % des voix 2 députés 0 sénateur       |
|                 | Parti nationaliste basque (es) Partido Nacionalista Vasco (eu) Euzko Alderdi Jeltzalea | EAJ-PNV         | Centre droit Nationalisme, démocratie chrétienne, libéralisme           | Iñaki Anasagasti (Député régionale de Biscaye) | 1,89 % des voix 8 députés 7 sénateurs      |

## Résultats

### Participation
| Horaire | 1982    | 1986    | Différence |
| ------- | ------- | ------- | ---------- |
| à 14 h  |         | 39,75 % | N/A        |
| à 18 h  | 62,81 % | 56,73 % | 6,08       |
| à 20 h  | 79,97 % | 70,93 % | 9,04       |
| final   | 79,97 % | 70,49 % | 9,48       |

### Au Congrès des députés

#### Total national
|                                         |                                                           |                                                           |            |       |      |               |               |
| Parti ou coalition                      | Parti ou coalition                                        | Parti ou coalition                                        | Voix       | %     | +/-  | Sièges        | +/-           |
|                                         |                                                           | Parti socialiste ouvrier espagnol (PSOE)                  | 7 601 985  | 37,63 | 3,19 | 163           | 14            |
|                                         | Parti des socialistes de Catalogne (PSC)                  | 1 299 733                                                 | 6,43       | 1,09  | 21   | 4             |               |
| Total Parti socialiste ouvrier espagnol | Total Parti socialiste ouvrier espagnol                   | 8 901 718                                                 | 44,06      | 4,28  | 184  | 18            |               |
|                                         |                                                           | Alliance populaire (AP)                                   | 4 664 350  | 23,08 | 0,95 | 69            | 18            |
|                                         | Parti démocrate populaire (PDP)                           | 21                                                        | 4 664 350  | 23,08 | 0,95 | 7             |               |
|                                         | Parti libéral (PL)                                        | 12                                                        | 4 664 350  | 23,08 | 0,95 | 12            |               |
|                                         | CP-Centristes de Galice (CdG)                             | 502 405                                                   | 2,49       | Nv.   | 1    | 1             |               |
|                                         | CP-Union du peuple navarrais (UPN)                        | 80 922                                                    | 0,40       | 0,04  | 2    | en stagnation |               |
| Total Coalition populaire (CP)          | Total Coalition populaire (CP)                            | 5 247 677                                                 | 25,97      | 0,51  | 105  | 2             |               |
|                                         | Centre démocratique et social (CDS)                       | Centre démocratique et social (CDS)                       | 1 861 912  | 9,22  | 6,34 | 19            | 17            |
|                                         |                                                           | Convergence démocratique de Catalogne (CDC)               | 1 014 258  | 5,02  | 1,33 | 13            | 4             |
|                                         | Union démocratique de Catalogne (UDC)                     | 5                                                         | 1 014 258  | 5,02  | 1,33 | 2             |               |
| Total Convergence et Union (CiU)        | Total Convergence et Union (CiU)                          | 18                                                        | 1 014 258  | 5,02  | 1,33 | 6             |               |
|                                         |                                                           | Parti communiste d'Espagne (PCE)                          | 811 592    | 4,02  | 0,74 | 4             | 1             |
|                                         | Parti communiste des peuples d'Espagne (PCPE)             | 1                                                         | 811 592    | 4,02  | 0,74 | 1             |               |
|                                         | Fédération progressiste (FP)                              | 1                                                         | 811 592    | 4,02  | 0,74 | 1             |               |
|                                         | Parti socialiste unifié de Catalogne (PSUC)               | 123 912                                                   | 0,61       | 0,15  | 1    | en stagnation |               |
| Total Izquierda Unida (IU)              | Total Izquierda Unida (IU)                                | 935 504                                                   | 4,63       | 0,59  | 7    | 3             |               |
|                                         | Parti nationaliste basque (EAJ-PNV)                       | Parti nationaliste basque (EAJ-PNV)                       | 309 610    | 1,53  | 0,36 | 6             | 2             |
|                                         | Herri Batasuna (HB)                                       | Herri Batasuna (HB)                                       | 231 722    | 1,15  | 0,14 | 5             | 3             |
|                                         | Bureau pour l'unité des communistes (MUC)                 | Bureau pour l'unité des communistes (MUC)                 | 229 695    | 1,14  | Nv.  | 0             | en stagnation |
|                                         | Parti réformiste démocratique (PRD)                       | Parti réformiste démocratique (PRD)                       | 194 538    | 0,96  | Nv.  | 0             | en stagnation |
|                                         | Gauche basque (EE)                                        | Gauche basque (EE)                                        | 107 053    | 0,53  | 0,05 | 2             | 1             |
|                                         | Partido Andalucista (PA)                                  | Partido Andalucista (PA)                                  | 94 008     | 0,47  | 0,07 | 0             | en stagnation |
|                                         | Gauche républicaine de Catalogne (ERC)                    | Gauche républicaine de Catalogne (ERC)                    | 84 628     | 0,42  | 0,24 | 0             | 1             |
|                                         | Coalition galicienne (CG)                                 | Coalition galicienne (CG)                                 | 79 972     | 0,40  | Nv.  | 1             | 1             |
|                                         | Parti socialiste des travailleurs (PST)                   | Parti socialiste des travailleurs (PST)                   | 77 914     | 0,39  | 0,10 | 0             | en stagnation |
|                                         | Parti aragonais régionaliste (PAR)                        | Parti aragonais régionaliste (PAR)                        | 73 004     | 0,36  | Abs. | 1             | 1             |
|                                         | Regroupements indépendants des Canaries (AIC)             | Regroupements indépendants des Canaries (AIC)             | 65 664     | 0,33  | Nv.  | 1             | 1             |
|                                         | Union valencienne (UV)                                    | Union valencienne (UV)                                    | 64 403     | 0,32  | Abs. | 1             | 1             |
|                                         | Parti des communistes de Catalogne (PCC)                  | Parti des communistes de Catalogne (PCC)                  | 57 107     | 0,28  | 0,05 | 0             | en stagnation |
|                                         | Parti socialiste galicien-Gauche galicienne (PSG-EG)      | Parti socialiste galicien-Gauche galicienne (PSG-EG)      | 45 574     | 0,23  | 0,12 | 0             | en stagnation |
|                                         | Falange Española de las JONS (FE-JONS)                    | Falange Española de las JONS (FE-JONS)                    | 43 449     | 0,22  | 0,21 | 0             | en stagnation |
|                                         | Unification communiste de l'Espagne (UCE)                 | Unification communiste de l'Espagne (UCE)                 | 42 451     | 0,21  | 0,10 | 0             | en stagnation |
|                                         | Unitat del Poble Valencià (UPV)                           | Unitat del Poble Valencià (UPV)                           | 40 264     | 0,20  | 0,11 | 0             | en stagnation |
|                                         | Alliance AC-INC                                           | Alliance AC-INC                                           | 36 892     | 0,18  | 0,09 | 0             | en stagnation |
|                                         | Les Verts (Verdes)                                        | Les Verts (Verdes)                                        | 31 909     | 0,16  | Nv.  | 0             | en stagnation |
|                                         | Alternative verte-Mouvement écologiste de Catalogne (LAV) | Alternative verte-Mouvement écologiste de Catalogne (LAV) | 29 567     | 0,15  | Nv.  | 0             | en stagnation |
|                                         | Autres listes                                             | Autres listes                                             | 302 426    | 1,50  | –    | 0             | 11            |
|                                         | Bulletins blancs                                          | Bulletins blancs                                          | 121 186    | 0,60  | 0,14 |               |               |
|                                         |                                                           |                                                           |            |       |      |               |               |
| Suffrages exprimés                      | Suffrages exprimés                                        | Suffrages exprimés                                        | 20 202 919 | 98,43 |      |               |               |
| Votes nuls                              | Votes nuls                                                | Votes nuls                                                | 321 939    | 1,57  |      |               |               |
| Total                                   | Total                                                     | Total                                                     | 20 524 858 | 100   | –    | 350           | en stagnation |
| Abstention                              | Abstention                                                | Abstention                                                | 8 592 755  | 29,51 |      |               |               |
| Inscrits/Participation                  | Inscrits/Participation                                    | Inscrits/Participation                                    | 29 117 613 | 70,49 |      |               |               |

### Au Sénat
|                                         |                                          |                                             |               |               |
| Parti                                   | Parti                                    | Parti                                       | Élus          | +/-           |
|                                         |                                          | Parti socialiste ouvrier espagnol (PSOE)    | 116           | 9             |
|                                         | Parti des socialistes de Catalogne (PSC) | 8                                           | 1             |               |
| Total Parti socialiste ouvrier espagnol | Total Parti socialiste ouvrier espagnol  | 124                                         | 10            |               |
|                                         |                                          | Alliance populaire (AP)                     | 43            | 2             |
|                                         | Parti démocrate populaire (PDP)          | 11                                          | 1             |               |
|                                         | Parti libéral (PL)                       | 8                                           | 8             |               |
|                                         | Centristes de Galice (CdG)               | 1                                           | 1             |               |
|                                         | Union du peuple navarrais (UPN)          | 0                                           | 1             |               |
| Total Coalition populaire (CP)          | Total Coalition populaire (CP)           | 63                                          | 11            |               |
|                                         |                                          | Convergence démocratique de Catalogne (CDC) | 7             | 3             |
|                                         | Union démocratique de Catalogne (UDC)    | 1                                           | en stagnation |               |
| Total Convergence et Union (CiU)        | Total Convergence et Union (CiU)         | 8                                           | 3             |               |
|                                         | Parti nationaliste basque (EAJ-PNV)      | Parti nationaliste basque (EAJ-PNV)         | 7             | en stagnation |
|                                         | Centre démocratique et social (CDS)      | Centre démocratique et social (CDS)         | 3             | 3             |
|                                         | Assemblée de Fuerteventura (AM)          | Assemblée de Fuerteventura (AM)             | 1             | en stagnation |
|                                         | Regroupements indépendants des Canaries  | Regroupements indépendants des Canaries     | 1             | 1             |
|                                         | Union populaire (HB)                     | Union populaire (HB)                        | 1             | 1             |
|                                         | Gauche républicaine de Catalogne (ERC)   | Gauche républicaine de Catalogne (ERC)      | 0             | 2             |
|                                         | Union du centre démocratique (UCD)       | Union du centre démocratique (UCD)          | 0             | 4             |
|                                         | Indépendants                             | Indépendants                                | 0             | 1             |
|                                         |                                          |                                             |               |               |
| Total                                   | Total                                    | Total                                       | 208           | en stagnation |